# Фредерик Бантинг
Сер Фредерик Грант Бантинг (енгл. Frederick Grant Banting; Алистон, 4. новембар 1891 - 21. фебруар 1941) је био канадски медицински истраживач, лекар, сликар и добитник Нобелове награде који је забележен као прва особа која је користила инсулин на људима у циљу лечења дијабетеса.
Бантинг и Џон Маклеод су 1923. добили Нобелову награду за медицину. Бантинг је до данас најмлађи Нобелов лауреат за област медицине и физиологије.
Британски краљ Џорџ V га је 1934. прогласио витезом.

## Биографија
После Првог светског рата Бантинг се вратио у Канаду и између 1919. г. и 1920. г. специјализирао је ортопедију у дечијој болници у Торонту. 1920. г. преселио се у Лондон где је на Универзитету Вестерн Онтарио држао предавања из ендокринологије. 1920. за време рутинског читања медицинских часописа записао је идеју како изоловати секрет гуштераче, што је био пресудни корак за лечење дијабетеса. Незадовољан својим радом и мотивисан новом идејом Бантинг је напустио Лондон и преселио се у Торонто. На Универзитету у Торонту је 17. маја 1921. почео своје истраживање, под менторством професора Џона Маклеода и уз помоћ младог студента Чарлса Беста.
Током лета 1921. Бантинг је тестирао своју идеју. Псима би подвезао главни вод гуштераче која би деломично атрофирала. Неколико недеља касније би псима одстранио гуштерачу, која би по његовим идејама тада била пуна чистог секрета. Екстракт тога секрета давао је псима са дијабетесом и анализирао ниво шећера у крви.
Након неколико месеци интензивног рада, метода коју је Бантинг користио показала успешном. Пси са дијабетесом су живели нормално, ниво шећера у крви им је био регулисан уз помоћ екстракта гуштераче.
Ови резултати дали су подстицај даљем истраживању. У истраживање су се директно укључили професор Маклеод и хемичар Џејмс Колип. Интензиван истраживачки рад ове екипе довео је до изоловања и производње корисног екстракта који је назван инсулин.
Неколико месеци касније почела је масовна производња и ускоро су продужени животи милионима људи који су боловали од ендокрине болести диабетес меллитус.
Бантинг и Маклеод су 1923. године добили Нобелову награду за физиологију или медицину.
Бантинг је поделио новац од награде са својим асистентом Бестом, сматрајући да је Бест више заслужио награду него Маклеода, који је заузврат подијелио свој новац од награде с Колипом.
Бантинг је окарактерисан као први светски познати научник из Канаде. Канадска влада му је дала доживотну финансијску помоћ за истраживања. 1934. британски краљ Џорџ V прогласио је Бантинга витезом.
Бантинг је погинуо 21. фебруара 1941. у авионској несрећи приликом путовања у Енглеску. Авион се срушио убрзо након полетања 10 mi (16 km) од места Мусграве Харбор. Тачна сврха његовог лета је остала непозната.
Бантинг се аматерски бавио сликарством.
Два пута се женио, имао је једног сина из првог брака.

## Војна истраживања
Током 1930-их је Бантинг у страху од могућег рата, почео неколико истраживања. Одиграо је важну улогу у настанку првог гравитационог комбинезона за масовну производњу која су касније користили пилоти Краљевског ратног ваздухопловства за време Другог светског рата. Учествовао је у изради биолошког оружја, у циљу масовне производње антракса, иако је његова улога у овом пројекту нејасна.

## Паулескуово откриће инсулина
Ницолае Паулеску, румунски физиолог и професор медицине, успео је 1916. године да изолује екстракт гуштераче који је након примене на псима с дијабетесом код њих нормализова ниво шећера у крви. После Првог светског рата успео је изоловати антидијабетички хормон гуштераче који је он назвао панкреин (инсулин). На ту тему написао је неколико научних радова, 1922. осигурао је ауторска права за своју методу производње панкреина.